# Aeolothrips auricestus
Aeolothrips auricestus är en insektsart som beskrevs av Treherne 1919. Aeolothrips auricestus ingår i släktet Aeolothrips och familjen rovtripsar. Inga underarter finns listade i Catalogue of Life.